# Cassiella
Cassiella là một chi ốc biển, là động vật thân mềm chân bụng sống ở biển trong họ Cerithiidae.

## Các loài
Các loài trong chi Cassiella bao gồm:
- Cassiella abylensis Gofas, 1987[2]